# Жанакуш (Чингірлауський район)
Жанаку́ш (каз. Жаңакүш) — село у складі Чингірлауського району Західноказахстанської області Казахстану. Входить до складу Чингірлауського сільського округу.
У радянські часи село називалось Самаликсай.
Населення — 115 осіб (2021; 341 у 2009, 597 у 1999, 667 у 1989).